# Krásný kluk
Krásný kluk (v anglickém originále Beautiful Boy) je americký životopisný film z roku 2018, který natočil režisér Felix van Groeningen podle společného scénáře s Lukem Daviesem. Snímek vznikl na základě dvou memoárů z roku 2008: Beautiful Boy: A Father’s Journey Through His Son’s Addiction od Davida Sheffa a Tweak: Growing Up on Methamphetamines jeho syna Nica Sheffa. Do hlavních rolí byli obsazeni Steve Carell, Timothée Chalamet, Maura Tierneyová a Amy Ryanová. V centru děje stojí vyostřující se vztah otce, Davida Sheffa, a jeho syna Nica, jenž bojuje s drogovou závislostí.
Krásný kluk je anglicky mluveným celovečerním debutem van Groeningena. Světovou premiéru měl na Mezinárodním filmovém festivalu v Torontu 7. září 2018; do amerických kin jej 12. října uvedla společnost Amazon Studios. Ačkoliv film při rozpočtu 25 milionů dolarů vydělal pouze 16 milionů a stal se tak kasovním zklamáním, získal od kritiků většinou pozitivní ohlasy, kteří oceňovali především herecké výkony Carella a Chalameta. Chalamet si za svou roli vysloužil nominace na Zlatý glóbus, Cenu Sdružení filmových a televizních herců, cenu BAFTA i Critics' Choice Movie Awards.

## Děj
Nicolas „Nic“ Sheff, dospívající syn spisovatele New York Times Davida Sheffa, zmizí z domova a po dvou dnech se opět objeví u rodiny. David na Nica, evidentně poznamenaného drogami, okamžitě reaguje převozem na odvykací kliniku. Po počátečním zlepšení a s lékařovým souhlasem přechází Nic do domu na půl cesty, avšak krátce poté opět zmizí – a David ho najde jako bezdomovce na ulici.
V odvykacím zařízení Nic přizná, že užíval řadu drog, včetně pervitinu. Nakonec úspěšně dokončí léčebný program a David, povzbuzený jeho zlepšením a zároveň vedený přáním, aby Nic mohl začít samostatný život, mu umožní odejít na vysokou školu a věnovat se snu stát se spisovatelem. Nově nabytá svoboda i střízlivost zprvu přinášejí pozitivní výsledky – Nic se stává dobrým studentem a navazuje vztah se spolužačkou Julií. Během jedné z rodinných večeří u rodičů své přítelkyně však narazí v jejich lékárničce na lahvičku s léky a jeden z nich vezme. Tento moment spustí postupný návrat k drogám. Julia se s ním kvůli jeho zhoršujícímu se stavu rozejde a Nicovo užívání se prohlubuje až do chvíle, kdy si koupí heroin. Zhruba v té době si David začíná všímat varovných signálů – krádeže úspor od mladších sourozenců a podivné změny v chování. V obavách nahlédne do Nicova deníku. K vlastnímu zděšení zjistí, že polovinu jeho stránek zaplnily detailní popisy synovy narůstající závislosti, vyjádřené znepokojivými slovy i kresbami. Na jedné z posledních stránek Nic píše, že měl na vysoké škole potíže sehnat pervitin, ale nakonec získal heroin.
Po návratu domů David opět vycítí, že Nic znovu bere. Ten se nakonec sám rozhodne odejít – cítí se pod tlakem a svázaný otcovým neustálým podezíráním. Později se znovu setkají a Nic žádá otce o peníze, aby mohl odjet do New Yorku. David však odmítá – ví, že by finance s největší pravděpodobností skončily u drog. Nic se rozčílí a odchází. Později Davidovi zavolají z nemocnice v New Yorku – Nic se předávkoval. David za ním okamžitě letí a po rozhovoru se svou bývalou ženou, Nicovou matkou Vicki, se rozhodne, že by měl být Nic poslán k ní do Los Angeles.
V Los Angeles má Nic možnost začít znovu. Navštěvuje dvanáctikroková setkání, tráví čas se svým sponzorem Spencerem a pracuje na protidrogové klinice, kde pomáhá novým pacientům překonat jejich závislost. Po čtrnácti měsících, kdy je čistý, jede navštívit Davida a jeho rodinu. Když David vidí, že Nic opět působí jako dříve a s lehkostí si rozumí se svými dvěma mladšími nevlastními sourozenci, cítí hrdost – stejně jako jeho žena Karen. Při odjezdu z jejich domu však Nic náhle propadá depresím, cítí odpor ke své abstinenci a začíná se bát možné recidivy. Spencer mu po telefonu poskytuje morální podporu, ale bez úspěchu. Později téže noci odjíždí Nic do San Franciska, kde náhodně potkává Lauren, bývalou známou, která stále bere drogy. Svěří se jí, že má chuť „zase pařit“, přestože je už dlouho čistý. Společně si na ulici koupí různé drogy, které si pak píchají u Lauren doma – a nakonec se spolu i vyspí.
Když se David dozví, že Nic znovu zmizel, připravuje se vyrazit ho hledat. Karen ho ale přesvědčuje, že pro Nica už udělal vše, co mohl, a že dokud si jeho syn nebude chtít pomoci sám, není žádný způsob, jak ho zachránit. David, se zlomeným srdcem, tuto pravdu přijímá. Jednoho dne se Nic a Lauren vloupají do domu během nepřítomnosti Davida a jeho rodiny a odnesou si několik cenností. Když se rodina vrátí, oba zloději rychle odcházejí. Nejprve se jim podaří uniknout bez povšimnutí, ale Nicovy přítomnosti si všimne Davidův druhý syn Jasper. David i Karen se okamžitě vydávají po jejich stopách. Karen je sleduje autem, ale nakonec zastavuje a nechá je odjet.
Krátce nato se Lauren předávkuje. Nic ji však dokáže oživit a pošle ji do nemocnice. Se slzami v očích volá Davidovi a prosí ho, aby se mohl vrátit domů. David jeho žádost odmítá. Nic dál úpěnlivě prosí, ale David nakonec zavěsí a rozpláče se. Zoufalý Nic se poté sám předávkuje a jen těsně přežije. V nemocnici ho navštíví David a Vicki a otec se synem se v dojemném momentu se slzami v očích obejmou.
Závěrečné titulky odhalují, že Nic již osm let abstinuje – a že by toho nikdy nedosáhl bez lásky a podpory své rodiny a přátel. Během titulků Nic recituje píseň „Let It Enfold You“ od Charlese Bukowského.

## Obsazení
- Steve Carell jako David Sheff
- Timothée Chalamet jako Nicolas „Nic“ Sheff
  - Jack Dylan Grazer jako dvanáctiletý Nic Sheff
  - Zachary Rifkin jako osmiletý Nic Sheff
  - Kue Lawrence jako čtyřletý a šestiletý Nic Sheff
- Maura Tierneyová jako Karen Barbour-Sheffová
- Christian Convery jako Jasper Sheff[3][4]
- Kaitlyn Deverová jako Lauren
- LisaGay Hamiltonová jako Rose
- Timothy Hutton jako Dr. Brown
- André Royo jako Spencer
- Amy Ryanová jako Vicki Sheffová
- Amy Forsythová jako Diane
- Ricky Low jako Destiny
- Stefanie Scottová jako Julia

## Výroba
V roce 2008 bylo oznámeno, že filmová studia Paramount Pictures a Plan B Entertainment získala práva na zfilmování dvou knih: Beautiful Boy: A Father's Journey Through His Son's Addiction od Davida Sheffa a Tweak: Growing Up on Methamphetamines od jeho syna Nica Sheffa. Obě publikace se věnují Nicově boji se závislostí a jeho cestě k uzdravení. Studio tehdy uvedlo, že chce obě knihy propojit do jednoho příběhu, který zachytí závislost nejen očima mladého narkomana, ale i otce, jenž si neví rady a je svědkem jeho sebedestruktivní spirály. V roce 2011 bylo oznámeno, že scénář na základě obou knih napsal Cameron Crowe, který měl následně film i režírovat. V roce 2012 server TheWrap uvedl, že Crowe chtěl na projektu pracovat po dokončení svého romantického filmu Aloha. Poté, co Paramount z vývoje odstoupil, se zapojila produkční společnost New Regency. V prosinci 2013 se objevily zprávy, že o roli Davida Sheffa projevil zájem herec Mark Wahlberg, přičemž Crowe zůstával i nadále přidružený jako režisér.
Nakonec však došlo ke změně: v roce 2015 magazín Variety oznámil, že režie se ujme belgický filmař Felix van Groeningen. Nový scénář napsal australský spisovatel Luke Davies. V lednu 2017 bylo potvrzeno, že do hlavních rolí byli obsazeni Steve Carell jako otec a Will Poulter jako jeho syn. Producenty filmu se stali Dede Gardner, Jeremy Kleiner a Brad Pitt. V únoru 2017 bylo oficiálně potvrzeno, že roli Nica Sheffa ztvární Timothée Chalamet. Ve filmu tak vytvořil ústřední dvojici s Stevem Carellem, který hraje jeho otce Davida.  Režisér Felix van Groeningen později v roce 2018 uvedl, že z více než 200 hereckých nahrávek, které obdržel během castingu na roli Nica, Chalamet okamžitě vyčníval. „Přestože jsme se původně záměrně vyhýbali známým jménům... u něj to byla výjimka. Je to zasloužené. Nikdo nečekal, že se tak rychle stane mezinárodní hvězdou. Ale pokud jeho sláva přivede k filmu mladé diváky, mohu to jedině uvítat,“ dodal režisér.
V březnu 2017 se k obsazení připojili Amy Ryanová, Maura Tierneyová, Kaitlyn Deverová, Timothy Hutton a LisaGay Hamiltonová. Pro Carella a Amy Ryanovou to znamenalo znovushledání na plátně po společném účinkování v 7. řadě seriálu Kancl, přičemž i zde hrají pár. V dubnu 2017 obsazení rozšířil také Andre Royo. Před zahájením samotného natáčení zorganizoval van Groeningen dvoutýdenní zkoušky se všemi hlavními herci. Tato praxe, běžná v jeho rodné Belgii, je však v Hollywoodu výjimečná a umožnila týmu lépe se sladit po tvůrčí i lidské stránce.

### Natáčení
Natáčení začalo 27. března 2017 a trvalo do května téhož roku. Natáčelo se v Los Angeles, San Franciscu a okolních oblastech. Scénograf Ethan Tobman jako jednu z hlavních lokací použil dům známý ze seriálu Sedmilhářky, který upravil podle potřeb filmu – mimo jiné například přestavbou kuchyně.
Zajímavostí je, že první natočené scény patřily k těm emocionálně nejnáročnějším: zachycovaly hospitalizaci Nica po předávkování drogami. Podle van Groeningena šlo o jeden z nejintenzivnějších momentů celého natáčení. Před natáčením náročných scén zobrazujících hospitalizaci byl Timothée Chalamet požádán, aby během několika týdnů výrazně zhubl. Po natočení těchto záběrů dostal prostor k odpočinku, aby se zotavil a mohl dokončit zbytek natáčení v plné fyzické kondici. Chalamet později přiznal, že natáčení bylo po fyzické stránce extrémně náročné a zahrnovalo opakované návštěvy lékařů i řadu krizových situací: „vaše mysl ví, že hrajete. Ale když shodíte devět kilo a jste osm záběrů pod dešťovou sprchou v tričku – vaše tělo neví, že hrajete.“
Postprodukční fáze (střih filmu) trvala sedm měsíců a film během ní prošel několika zásadními změnami. Režisér Felix van Groeningen byl s původní verzí nespokojený, a proto pozval do Los Angeles svého dlouholetého spolupracovníka a střihače Nica Leunena. Ten do projektu vstoupil až dodatečně a kompletně přestříhal celý film, čímž přispěl k jeho výsledné podobě.

## Premiéra

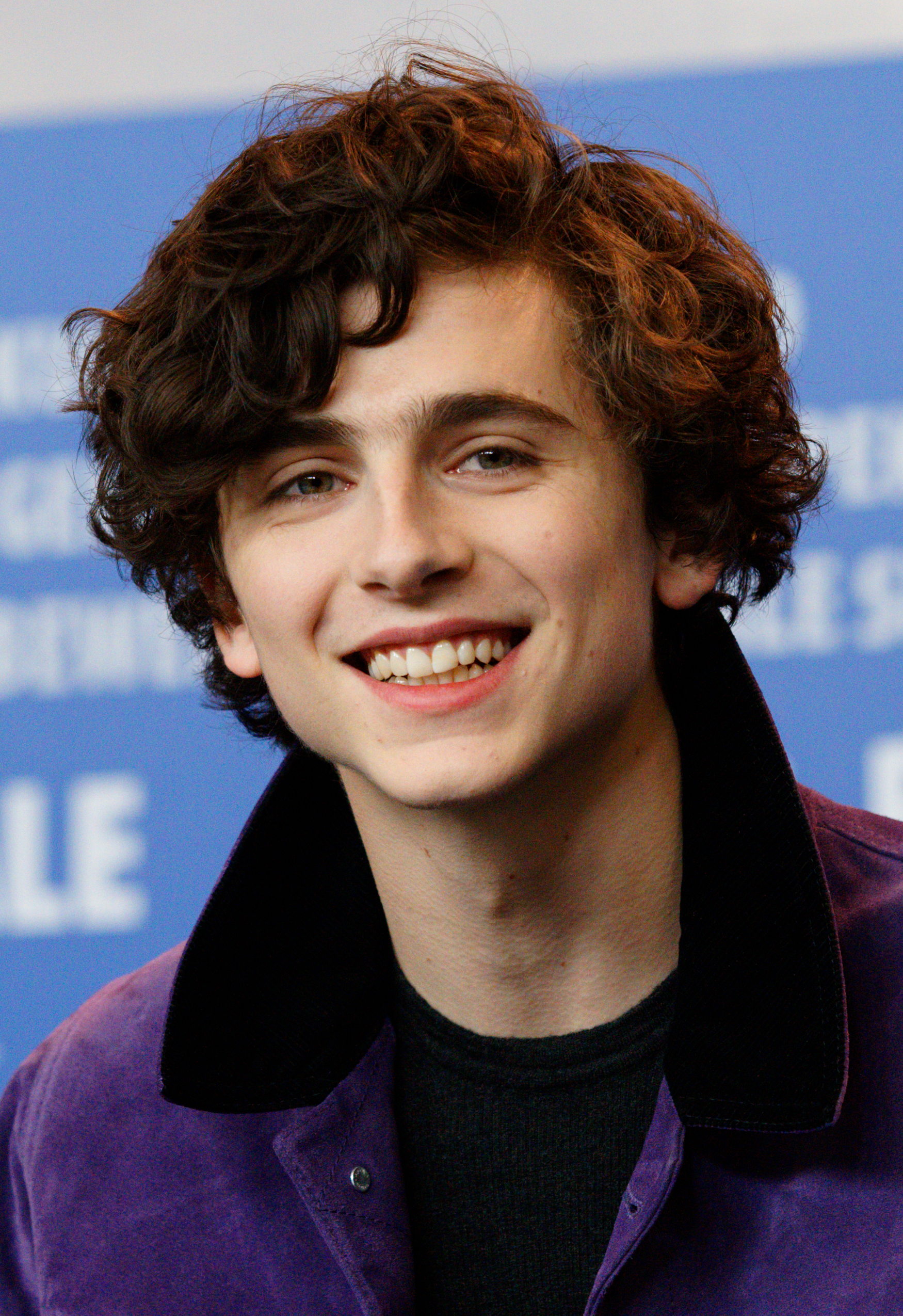
Timothée Chalamet byl za svůj výkon podruhé nominován na Zlatý glóbus a cenu Screen Actors Guild Award a potřetí na cenu BAFTA.

Světová premiéra snímku proběhla 7. září 2018 na Mezinárodním filmovém festivalu v Torontu za účasti hlavních herců, režiséra i skutečných předloh – Davida a Nica Sheffových, kteří diváky překvapili svou osobní přítomností po projekci. Film byl uveden do amerických kin 12. října 2018 a do britských kin vstoupil 18. ledna 2019. Kromě toho byl 3. ledna 2019 zpřístupněn ke streamování na platformě Amazon Prime Video.

## Přijetí

### Ohlasy kritiků
Na serveru Rotten Tomatoes má film na základě 266 recenzí hodnocení 68 % s průměrným ratingem 6,5/10. Kritický konsenzus na těchto stránkách zní: „Ve filmu Krásný kluk předvádějí Timothée Chalamet a Steve Carell ukázkové výkony, které jsou často dostatečně silné na to, aby vynahradily tlumený emocionální dopad příběhu.“ Na serveru Metacritic má film na základě hodnocení 45 kritiků vážený průměr 62 bodů ze 100, což znamená „obecně příznivé hodnocení“. A na Česko-Slovenské filmové databázi (ČSFD) má film 3 951 recenzí a hodnocení 74 %.

### Ocenění
| Ocenění                                              | Kategorie                                                    | Příjemce             | Výsledek  | Reference     |
| ---------------------------------------------------- | ------------------------------------------------------------ | -------------------- | --------- | ------------- |
| Adelaide Film Festival                               | International Feature Award                                  | Krásný kluk          | nominace  | [ 26 ]        |
| Aspen Shortsfest                                     | Independent by Nature Award                                  | Felix van Groeningen | vítězství | [ 27 ] [ 28 ] |
| Filmová cena Britské akademie                        | Cena BAFTA za nejlepší mužský herecký výkon ve vedlejší roli | Timothée Chalamet    | nominace  | [ 29 ]        |
| Chicago International Film Festival                  | Founder's Award                                              | Krásný kluk          | vítězství | [ 30 ] [ 31 ] |
| Critics' Choice Movie Awards                         | Nejlepší herec ve vedlejší roli                              | Timothée Chalamet    | nominace  | [ 32 ]        |
| Film Fest Gent                                       | North Sea Port Audience Award                                | Krásný kluk          | 5. místo  | [ 33 ]        |
| Zlatý glóbus                                         | Nejlepší mužský herecký výkon ve vedlejší roli               | Timothée Chalamet    | nominace  | [ 34 ]        |
| Hollywood Film Awards                                | Nejlepší mužský herecký výkon ve vedlejší roli               | Timothée Chalamet    | vítězství | [ 35 ] [ 36 ] |
| Hollywood Film Awards                                | Hollywoodská cena pro průlomového režiséra                   | Felix van Groeningen | vítězství | [ 35 ] [ 36 ] |
| San Diego Film Critics Society Awards                | Nejlepší herec ve vedlejší roli                              | Timothée Chalamet    | vítězství | [ 37 ]        |
| Mezinárodní filmový festival v San Sebastiánu        | Zlatá mušle                                                  | Krásný kluk          | nominace  | [ 38 ] [ 39 ] |
| Satellite Awards                                     | Nejlepší herec ve vedlejší roli                              | Timothée Chalamet    | nominace  | [ 40 ]        |
| Cena Sdružení filmových a televizních herců          | Nejlepší mužský herecký výkon ve vedlejší roli               | Timothée Chalamet    | nominace  | [ 41 ]        |
| Toronto International Film Festival                  | Toronto International Film Festival People's Choice Award    | Krásný kluk          | nominace  | [ 42 ]        |
| St. Louis Film Critics Association Awards            | Nejlepší herec ve vedlejší roli                              | Timothée Chalamet    | nominace  | [ 43 ]        |
| Chicago Film Critics Association Awards              | Nejlepší herec ve vedlejší roli                              | Timothée Chalamet    | nominace  | [ 44 ]        |
| Washington D.C. Area Film Critics Association Awards | Nejlepší herec ve vedlejší roli                              | Timothée Chalamet    | nominace  | [ 45 ]        |
| AACTA International Awards                           | Nejlepší mužský herecký výkon ve vedlejší roli               | Timothée Chalamet    | nominace  | [ 46 ]        |
| Houston Film Critics Society Awards                  | Nejlepší herec ve vedlejší roli                              | Timothée Chalamet    | nominace  | [ 47 ]        |
| Central Ohio Film Critics Association Awards         | Nejlepší herec ve vedlejší roli                              | Timothée Chalamet    | nominace  | [ 48 ]        |
| Dallas–Fort Worth Film Critics Association Awards    | Nejlepší herec ve vedlejší roli                              | Timothée Chalamet    | 4. místo  | [ 49 ]        |
| Georgia Film Critics Association Awards              | Nejlepší herec ve vedlejší roli                              | Timothée Chalamet    | nominace  | [ 50 ]        |